# III. Panzerkorps
3:e Pansarkåren var en tysk armékår under andra världskriget.

## Slaget vid Kursk
Huvudartikel slaget vid Kursk

### Organisation
Var en del av arméavdelning Kempf
- 6. Panzer-Division
- 7. Panzer-Division
- 19. Panzer-Division
- 168. Infanterie-Division

## Slaget vid Korsun
Huvudartikel Korsun-Tjerkassy-fickan

### Organisation
- 1. Panzer-Division
- 16. Panzer-Division
- 17. Panzer-Division
- 1. SS-Panzer-Division Leibstandarte SS Adolf Hitler

## Befälhavare[2]
- General der Panzertruppen Leo Geyr von Schweppenburg (21 juni 1942 - 20 juli 1942)
- General der Kavallerie Eberhard von Mackensen (20 juli 1942 - 2 januari 1943)
- General der Panzertruppen Hermann Breith (2 januari 1943 - 20 oktober 1943)
- Generalleutnant Heinz Ziegler (20 oktober 1943 - 25 november 1943)
- Generalleutnant Friedrich Schulz (25 november 1943 - 9 januari 1944)
- General der Panzertruppen Hermann Breith (9 januari 1944 - 31 maj 1944)
- Generalleutnant Dietrich von Saucken (31 maj 1944 - 29 juni 1944)
- General der Panzertruppen Hermann Breith (29 juni 1944 - 8 maj 1945)